# 拓石镇
拓石镇，是中华人民共和国陕西省宝鸡市陈仓区下辖的一个镇。

## 行政区划
拓石镇下辖以下地区：
拓石村、小川村、李家湾村、葛条岭村、桥子坪村、望家坡村、黄家什字村、通洞村、石家滩村、孟家塬村、掛里沟村、九峰村、常家沟村、北山梁村、吴家坡村、胡店村、马家湾村、铁家岭村、杨家川村、西沟村、东沟村和仙龙村。